# Harriet Quimby

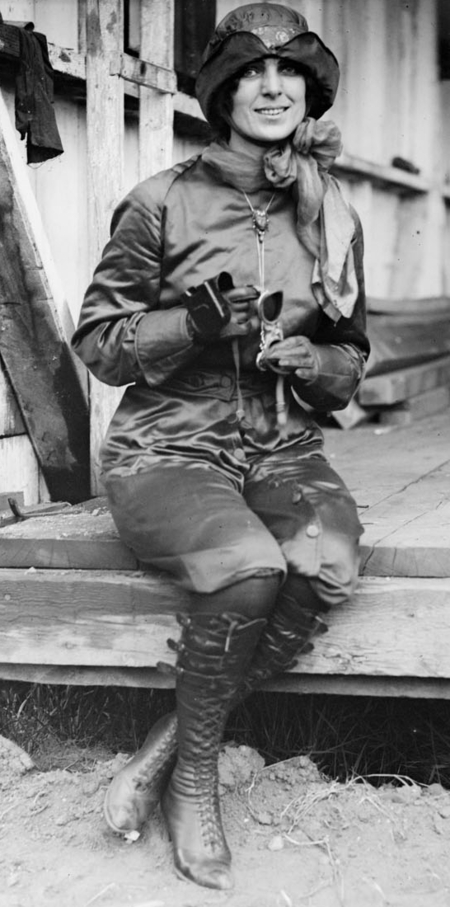
Harriet Quimby in 1911

Harriet Quimby (11 mei 1875 – 1 juli 1912) was de eerste vrouw met een vliegbrevet in de Verenigde Staten en tevens ook de eerste vrouw die over het Kanaal vloog.
Aanvankelijk werkte Quimby als succesvol journalist en als filmscenarioschrijver. Deze moderne vrouw in een nog niet zo moderne wereld, was ongehuwd, zelfvoorzienend en reislustig. In 1910 ontmoette zij op een luchtvaarttentoonstelling in New York John Moisant, een bekende vliegenier, waarna ze bij zijn vliegschool in de leer ging. Haar toenmalige werkgever, de Leslie's Illustrated Weekly, betaalde voor haar lessen in ruil voor rapportage hierover in het tijdschrift. Later zei ze: "naar mijn mening is er geen reden waarom vliegen niet een kansrijke carrière voor vrouwen kan worden".
In april 1912 vloog zij vanuit Engeland naar Frankrijk, waardoor ze de eerste vrouw werd die een vlucht over het Kanaal maakte. Deze gebeurtenis kreeg relatief weinig media-aandacht, doordat hij een dag na het zinken van de Titanic plaatsvond. Haar vliegcarrière was uiteindelijk maar van korte duur: zij overleed op slechts 37-jarige leeftijd bij een vliegtuigongeluk in Boston.
De eerste vrouw buiten Amerika met een vliegbrevet was de Franse Raymonde de Laroche. De eerste Amerikaanse niet-blanke vrouw met een vliegbrevet was Bessie Coleman. Zij was van Afro-Amerikaanse en inheems Amerikaanse (Cherokee) afkomst. Zij behaalde haar brevet in Frankrijk, daar dat in de Verenigde Staten vanwege de rassensegregatie nog niet mogelijk was.